# Лункшоара (Хунедоара)
Лункшоара (рум. Luncșoara) — село у повіті Хунедоара в Румунії. Входить до складу комуни Ворца.
Село розташоване на відстані 321 км на північний захід від Бухареста, 26 км на північний захід від Деви, 104 км на південний захід від Клуж-Напоки, 119 км на схід від Тімішоари.

## Населення
За даними перепису населення 2002 року у селі проживали 64 особи, усі — румуни. Усі жителі села рідною мовою назвали румунську.